# بازی آموزشی مک‌دونالد
بازی آموزشی مک‌دونالد، eCrew Development Program (eCDP) یک بازی ویدئویی نایاب است که در همکاری بین نینتندو و مک‌دونالد ساخته شده است و برای نینتندو دی‌اس‌آی در ۲۰۱۰ در شعبهٔ ژاپنی مک‌دونالد منتشر شده است و فقط بین رستوران‌های داخل کشوری شرکت توزیع شده و هیچ‌گاه برای عموم منتشر نشده است.